# 穆拉迪人
穆拉迪人（西班牙語：muladí；阿拉伯语：‎），是指伊比利亚半島人与阿拉伯人、柏柏尔人的混血种。他们是穆斯林生活在安达卢西亚。

## 历史
他们是阿拉伯、柏柏尔穆斯林与伊比利亚半島新穆斯林的后人。在九至十世紀当地人为避免歧视与吉兹亚稅，改教並接受阿拉伯风俗。他们后來成为摩尔人一部分(同時也與猶太人、穆斯林在1492年後被西班牙天主教政府驅逐出伊比利亞半島)。

### 條目
- 莫扎拉布人
- 摩里斯科人
- 摩爾人
- 穆德哈尔

### 代表人物
- 伊本·魯世德
- 伊本·奎提亚